# Manchester City Football Club 1899-1900
Questa pagina raccoglie i dati riguardanti il Manchester City Football Club nelle competizioni ufficiali della stagione 1899-1900.

## Maglie
| Casa |

## Rosa
| Ruolo | Nome                      |
| ----- | ------------------------- |
| P     | Charlie Williams          |
| D     | Di Jones                  |
| D     | Dick Ray                  |
| C     | Stuart Munn               |
| A     | Joe Cassidy               |
| A     | Billie Gillespie          |
| A     | Howard Harvey             |
| A     | Billy Meredith            |
| A     | William "Stockport" Smith |
| A     | Fred Williams             |
| --    | Herbert Dartnell          |
| --    | Alex Davidson             |
| --    | George Dougal             |
| --    | Billy Holmes              |
| --    | Pat Leonard               |
| --    | Bobby Moffatt             |
| --    | Thomas Read               |
| --    | Jimmy Ross                |
| --    | William "Buxton" Smith    |
| --    | Fred Threlfall            |
| --    | Tonge                     |